# Per Daniel Amadeus Atterbom
Per Daniel Amadeus Atterbom (født 19. januar 1790 i Åsbo, Östergötland, død 21. juli 1855 i Stockholm) var en svensk forfatter, kritiker, professor i teoretisk filosofi ved Uppsala universitet 1828 og i estetik og moderne litteratur 1835, medlem af Svenska Akademien i 1839.
Han var Uppsala-romantiker på den tid da Esaias Tegnér var Goetist. Derefter mere konservativ. Navnet Amadeus tog han selv, ligesom Ernst Theodor Amadeus Hoffmann (åbenbart for at ære Wolfgang Amadeus Mozart).

## Større værker
- Digtesamlingen "Blommorne" (blomsterne)
- Literær tvist med Tegnér, hvorved Atterbom stod for "Fridsrop" (fredsråb)
- Eventyr-dramaet "Fogel Blaa" (uafsluttet)
- Eventyr-drama "Lycksalighetens Ö" (fem "eventyr")
- En literaturhistorie: "Svenska Siare och Skalder"
- En rejsedagbog fra hans Italienske Rejse.